# Марка Панония
Марка Панония или Панонската марка (на латински: Marcha pannonium) е франкска Марка в Каролингската империя през 9 век в днешна Велика Моравия.
Панонската марка се създава от бившата Аварска марка, част от Баварската Марка (Marcha orientalis, Остмарк в днешна Долна Австрия до 871 г.).
Намирала се е на територията южно от Дунав между река Енс и Винервалд.
В документи се споменава като terminum regni Baioariorum in Oriente.
През 871 г. марката е управлявана от рода на Вилхелмините, които след война са сменени от рода на Арибоните.

## Маркграфове
- Радбод, 856
- Карломан, 856-863
- Вилхелм II, 871
- Енгелшалк I, 871
- Арибо, 871-909
  - Енгелшалк II, син на Енгелшалк I, в опозиция към Арибо